# Ahitarel ag Mohamed Biska
Ahitaghel ag Mohamed Biska ou Ahitarel ag Mohamed Biska, mort en 1900, a été jusqu'à cette date amenokal des Kel Ahaggar.
Après la prise des oasis du Touat-Tidikelt par les Français, il prône la prudence, désapprouvant les attaques menées dans le Tidikelt par les Taytoq.